# Circondario di Traunstein
Il circondario di Traunstein (in tedesco Landkreis Traunstein) è uno dei circondari dello stato tedesco della Baviera.
Fa parte del distretto governativo dell'Alta Baviera.

## Città e comuni
(Abitanti al 31 dicembre 2023)
| Comuni del circondario | Città 1. Tittmoning (5 970) 2. Traunreut (21 021) 3. Traunstein, Große Kreisstadt (21 551) 4. Trostberg (11 463) | Comune 1. Altenmarkt a.d.Alz (4 273) 2. Bergen (4 970) 3. Chieming (5 065) 4. Engelsberg (2 602) 5. Fridolfing (4 485) 6. Grabenstätt (4 478) 7. Grassau (7 285) 8. Inzell (4 986) 9. Kienberg (1 406) 10. Kirchanschöring (3 334) 11. Marquartstein (3 374) 12. Nußdorf (2 458) 13. Obing (4 560) 14. Palling (3 658) 15. Petting (2 396) 16. Pittenhart (1 934) 17. Reit im Winkl (2 338) 18. Ruhpolding (7 235) 19. Schleching (1 900) 20. Schnaitsee (3 868) 21. Seeon-Seebruck (4 594) 22. Siegsdorf (8 529) 23. Staudach-Egerndach (1 197) 24. Surberg (3 379) 25. Tacherting (5 797) 26. Taching a.See (2 177) 27. Übersee (5 122) 28. Unterwössen (3 716) 29. Vachendorf (1 843) 30. Waging a.See (7 187) 31. Wonneberg (1 612) |